# تود فرانز
تود فرانز (بالإنجليزية: Todd Franz)‏ هو لاعب كرة قدم أمريكية أمريكي، ولد في 12 أبريل 1976 في إنيد في الولايات المتحدة.

## وصلات خارجية
- تود فرانز على موقع مرجع كرة القدم المحترفة.كوم (الإنجليزية)